# Environment Act 1986
Der Environment Act 1986 ist ein Gesetz in Neuseeland, das Einrichtung, Funktion und Aufgaben des Ministry for the Environment und des Parliamentary Commissioner for the Environment regelt.

## Hintergrund
Der Parliamentary Commissioner for the Environment ist ein Beamter des Parlaments, der vom Generalgouverneur auf Vorschlag des New Zealand Parliament für eine Amtszeit von fünf Jahren ernannt wird. Der Commissioner fungiert als unabhängige Instanz, die das System und die Verfahren des Umweltmanagements sowie die Arbeit der Behörden in Bezug auf Umweltfragen überprüft.

## Das Gesetz
- Der Teil 1 des Gesetzes regelt die Berufung des Parliamentary Commissioner for the Environment (Parlamentarischer Kommissar für Umwelt), seine Funktion und Aufgaben, sowie seinen Einflussbereich.
- Im Teil 2 wird geregelt, dass es ein Ministry for the Environment gibt und welche Funktion und Aufgaben der zuständige Minister hat.
- Im Anhang werden alle Gesetze aufgelistet, die von dem Environment Act 1986 betroffen sein könnten und für die Zustimmungen erteilt werden können.[2]

Ziele und Aufgaben des Gesetzes sind:
- Die Beratung des zuständigen Ministers in Bezug auf:
  - die Managementpolitik für natürliche und physische Ressourcen und Ökosysteme, um den Zielen des Environment Act 1986 zu entsprechen,
  - die wesentlichen Umweltauswirkungen von Vorschlägen des öffentlichen oder privaten Sektors zu beschreiben, die von den bestehenden gesetzlichen oder sonstigen Anforderungen an die Umweltverträglichkeitsprüfung nur unzureichend erfasst werden,
  - die Sicherstellung einer wirksamen Beteiligung der Öffentlichkeit an der Umweltplanung und der Formulierung der Umweltpolitik, insbesondere auf regionaler und lokaler Ebene,
- Beschaffung von Informationen sowie Durchführung und Überwachung von Forschungsarbeiten, um die Regierung in Fragen der Umweltpolitik beraten zu können,
- die Regierung, ihre Agenturen und andere öffentliche Behörden zu beraten über:
  - die Anwendung, Funktionsweise und Wirksamkeit der in der Anlage zum Umweltgesetz von 1986 aufgeführten Gesetze in Bezug auf die Erreichung der Ziele des Gesetzes,
  - entsprechende Verfahren für die Bewertung und Überwachung von Umweltauswirkungen,
  - die Kontrolle der Umweltverschmutzung und die Koordinierung des Umgangs mit Schadstoffen in der Umwelt,
  - die Erkennung und Wahrscheinlichkeit von Naturgefahren und die Verringerung der Auswirkungen von Naturgefahren,
  - die Kontrolle gefährlicher Stoffe, einschließlich des Managements von Herstellung, Lagerung, Transport und Entsorgung gefährlicher Stoffe,
- Erleichterung und Förderung der Lösung von Konflikten im Zusammenhang mit politischen Maßnahmen und Vorschlägen zu erarbeiten, die Auswirkungen auf die Umwelt haben können,
- Bereitstellung und Verbreitung von Informationen und Dienstleistungen zur Förderung der Umweltpolitik, einschließlich Umwelterziehung und wirksamer Beteiligung der Öffentlichkeit an der Umweltplanung.[1]